# 黄敏恵
黄 敏惠（こう びんけい、ホアン・ミンフイ、Huang Ming-hui、1959年1月20日 - ）は台湾の政治家、元教員。現任の嘉義市長、中国国民党副主席。

## 概要
嘉義県東石郷生まれ。国立台湾師範大学国文系卒。国立嘉義大学企管修士在職専門課程。
台北市立中山女子高級中学の国文教師を経た後、台湾省議会議員であった父黄永欽の後を受け継いで政界入りした。国民大会代表を経て、立法委員当選後は他の委員と共に「台湾新希望連線」を結成し、党内改革を進めた。
その後嘉義市長を2005年12月20日から2014年12月25日まで務めた。また中国国民党副主席を2008年11月22日から2016年1月16日まで務めた後、朱立倫主席が2016年中華民国総統選挙で敗北後に主席を辞任後は主席代理を務めていたが、3月26日に主席選挙が行われ洪秀柱に敗れた。